# Druhá bitva u Syrty
Druhá bitva u Syrty byla námořní bitvou druhé světové války ve Středozemním moři. Bitva se uskutečnila odpoledne 22. března 1942 v Syrtském zálivu mezi italským a spojeneckým námořnictvem.

## Spojenecké síly
Protože „únorový“ konvoj na Maltu skončil nezdarem a na ostrově začaly docházet potraviny, munice a palivo, byl Andrew Cunningham nucen vyslat další konvoj MW-10, který vyplul z Alexandrie 20. března:
- samotný konvoj: britské lodě Breconshire, Clan Campbell, Pampas a norská loď Talabot.
- ochrana konvoje byla tvořena protiletadlovým křižníkem HMS Carlisle a torpédoborci HMS Sikh, HMS Zulu, HMS Lively, HMS Hasty, HMS Hero a HMS Havock. Skupině velel námořní kapitán S. Micklethwait.
- vzdálená podpora byla tvořena protiletadlovými křižníky HMS Dido, HMS Euryalus a HMS Cleopatra, torpédoborci HMS Jervis, HMS Kipling, HMS Kelvin a HMS Kingston. Skupině velel kontradmirál Philip Vian.
- průzkumná skupina 6 torpédoborců třídy Hunt, které vypluly o den dříve, aby pátraly po ponorkách mezi Alexandrií a Tobrukem a potom se přidaly ke konvoji. Původně jich bylo sedm, ale torpédoborec HMS Heythrop byl 20. března torpédován ponorkou U-652.
- posila z Malty připlula 22. března, aby se připojila ke konvoji. Tvořil ji lehký křižník HMS Penelope a torpédoborec HMS Legion.

## Italské síly
22. března ráno objevil britský konvoj německý letecký průzkum. Z letišť na Krétě a Kyrenaice odstartovala letadla k útokům na konvoj, které trvaly až do večera. Také italské hladinové lodě vypluly.
- z Tarentu vyplula bitevní loď Littorio a torpédoborce Alfredo Oriani, Ascari, Aviere, Geniere, Grecale a Scirocco. Svazu velel admirál Iachino.
- z Messiny vypluly těžké křižníky Gorizia a Trento, lehký křižník Giovanni delle Bande Nere a čtyři torpédoborce třídy Soldati: Alpino, Bersagliere, Fuciliere a Lanciere. Svazu velel viceadmirál Parona.

## Bitva
O vyplutí italských lodí se Vian dozvěděl od ponorky HMS P36. Reorganizoval svoje síly do šesti skupin, které měly operovat nezávisle a odrážet případné útoky na konvoj.
Ve 14:10 spatřil křižník Euryalus lodě Paronovy skupiny. Všechny britské lodě začaly vypouštět kouřovou clonu, konvoj se přesunul k jihu a ze severu ho chránily eskortní skupiny. Ve 14:36 začaly italské lodě palbu a britské palbu opětovaly ve 14:56. Ani jedna strana nedosáhla žádného zásahu.
Krátce po 15 hodině obrátil Parona k severu, aby vylákal britské lodě k Iachinově skupině. Britové ho však nenásledovali.
V 16:30 se oba italské svazy spojily a zamířily na jihozápad, aby konvoji odřízly cestu k Maltě.
V 16:40 na sebe oba nepřátelské svazy opět narazily. Britské lodě opět vypouštěly kouřovou clonu a ta spolu se špatnými klimatickými podmínkami ztěžovala oběmama stranám míření. V důsledku toho došlo pouze k několika úspěšným zásahům. Na italské straně byl zasažen křižník Giovanni delle Bande Nere a bitevní loď Littorio, na které však nebyly způsobeny žádné škody. Na britské straně byly zasaženy křižníky Cleopatra a Euryalus a torpédoborce Kingston, Havock a Lively. Všem lodím se však podařilo doplout do přístavu.
Okolo 19:00 Iachino obrátil na sever a z obavy před nočním bojem odplul z bojiště. A to i přesto, že na Littoriu už byl nainstalován radar.

## Další akce
Po setmění opustila kvůli nedostatku paliva většina Vianova svazu konvoj a odplula zpět do Alexandrie. U konvoje zůstaly křižníky Carslile a Penelope, torpédoborce Legion, Havock, Kingston a 6 eskortních torpédoborců. Protože se konvoj zdržel bitvou a nestihl doplout na Maltu v noci, musel ráno očekávat letecké útoky. Nákladní lodě se proto rozptýlily, aby snížily riziko objevení.
Luftwaffe však neponechala nic náhodě. Dopravní loď Clan Campbell byla potopena 50 mil jižně od Malty. Tanker Breconshire byl zasažen 8 mil od Malty, ale podařilo se mu doplout k Maltě a v zálivu Marsaxlokk najel na břeh. Zde se z něho dokonce podařilo vyčerpat část nákladu. Talabos a Pampas dopluly 23. března do přístavu. Během dalších náletů byly oba stejně jako tanker Breconshire potopeny.

## Závěr
Z celkového nákladu 26 000 tun se podařilo dopravit asi pětinu plus asi 1000 tun nafty z Breconshire. Během dalších náletů na Maltu byl potopen torpédoborec Legion a ponorka P39. Navíc torpédoborec HMS Southwold najel u Malty na minu.
Kapitán Vian byl krátce po této bitvě povýšen do šlechtického stavu.
Italové se z úspěchu dlouho neradovali. 24. března se v bouři potopily torpédoborce Scirocco a Lanciere.